# 奥鲁赤 (札剌亦儿部)
奥鲁赤（1232年—1297年），札剌亦儿氏，元朝将领。忒木台的儿子。
奥鲁赤智勇过人。早年从蒙哥汗为宿卫。1258年，随蒙哥攻南宋蜀地，攻南宋合川钓鱼山。至元五年（1268年）攻打襄阳，任蒙古军万户。次年，袭父职，领蒙古军四万户。至元十一年（1274年），随伯颜攻南宋，渡江围鄂州（今湖北省武汉市），招降宋将，晋升为昭毅大将军，分兵出独松关。至元十三年（1276年），以湖广行省参知政事行湖北道宣慰使，安定民心，括逃俘得千余人，籍之为民。再升中书左丞、行宣慰使。至元十八年（1281年），移驻潭州，镇压湖南周龙、张虎等领导的农民起义军，升为湖广行省右丞、荆湖等处行枢密院副使。至元二十三年（1286年），升湖广行省平章政事，奉命从镇南王脱欢征伐交趾安南（越南陈朝），转战撤出，改任江西等处行中书省平章政事。至元二十六年（1289年），任同知湖广等处行枢密院事。元成宗即位，进光禄大夫、上柱国、江西行省平章政事。去世后，追封为郑国公，谥忠宣。

## 延伸阅读
[在维基数据编辑]
 《元史·卷131》，出自宋濂《元史》
 《新元史/卷130》，出自柯劭忞《新元史》